# Figuursteen
Een figuursteen is de verzamelnaam voor stenen die een vreemde vorm hebben of een tekening in zich hebben. 
Het gaat hierbij vaak om steensoorten die wij tegenwoordig kennen onder verschillende namen, maar die in - vooral - de zeventiende eeuw werden verzameld om hun uitzonderlijke motief. Binnen de figuurstenen zijn verschillende soorten te onderscheiden:
- Tuinstenen: stenen die, als ze worden doorgezaagd, een stervormig laagjesmotief hebben die veel weg heeft van een tuinindeling of een fortificatie.
- Landschapsstenen: stenen die bestaan uit twee lagen die, door de contrasterende kleur, een motief laten zien die veel weg heeft van een horizon met bomen en gebouwen. Tegenwoordig zouden we het vergelijken met de skyline van een stad.
- Boomstenen: stenen die door mineralen die zich in kleine barstjes hebben afgezet, een boommotief laten zien. Deze stenen waren zeer populair onder de verzamelaars.

## Verklaring in de zeventiende eeuw
De figuurstenen werden in de zeventiende eeuw en daarvoor in dezelfde groep geplaatst als de fossielen die werden gevonden. Men had er eigenlijk geen verklaring voor hoe deze dieren en planten, die niet meer bestonden, in steen konden zijn afgedrukt. Er werd in die tijd uitgegaan van de schepping als het totaal van alles wat toen bestond, er was geen besef van uitgestorven dieren.
De verschillende verklaringen die over de fossielen en figuurstenen zijn gedaan in de zestiende en zeventiende eeuw zijn voor onze begrippen vaak hilarisch, maar de wereldvisie van de gemiddelde 17e-eeuwer was Bijbels ingesteld. En het is makkelijker iets op een oud gegeven te staven dan een geheel nieuw iets te bedenken dat voor die tijd schijnbaar belachelijk was.
Zo is de verklaring van Rumphius gebaseerd op de werking van de planeten op de aarde. Zo zou volgens deze theorie Venus voor de mooie planten zorgen, Mars voor de gevaarlijke planten etc. Dit paste Rumphius toe op de gesteenten en verbond figuurstenen met Zopyra, een - fictieve - fijne stof in het universum die onder invloed van de planeten naar elkaar toetrekt en zich hecht aan aardse objecten, wat dan figuurstenen zou vormen. Mars zou in dit verband verantwoordelijk zijn voor fossielen, die bij blikseminslag samengeklonterde metalen op de aarde gooide.
Daarnaast bestaat de theorie van Kirchner, die beweerde dat figuurstenen ontstonden uit een gevecht tussen twee krachten. Ten eerste de steenmakende kracht, die zouten meedraagt waaruit de stenen worden gevormd. En ten tweede de plant- of diermakende kracht, die op dezelfde manier planten of dieren maakt. De strijd ontstaat wanneer een voor plant of dier voorbestemd deeltje in de materie van de steen gevangen komt te zitten. Dit deeltje dat dan door de algemeen fatsoenerende kracht wordt gedwongen om toch een plant of die te worden,maakt een afdruk in de steen. Dit idee gaat terug op Aristoteles' idee dat alle krachten een doel hebben.
Zo bestaan er nog vele theorieën over figuurstenen en daarmee ook fossielen. Dit laat zien dat binnen het kader van kennis van de zeventiende eeuw naar een passende verklaring werd gezocht.

## Bron
- G.M. van de Roemer, De geschikte natuur. Theorieën over natuur en kunst in de verzameling van zeldzaamheden van Simon Schijnvoet (1652-1727), dissertatie Universiteit van Amsterdam 2005